# 殺風景
『殺風景』（さっぷうけい）は、熊木杏里の1枚目のアルバム。2003年3月26日にバップからリリース。

## 収録曲
作詞・作曲：熊木杏里　編曲：吉俣良（特記以外）・熊木杏里（13）
1. 夢見の森
2. 窓絵
  - 日本テレビ系『ぐるぐるナインティナイン』『ロンブー龍』『ウルトラショップ』各エンディングテーマ
  - 1枚目のシングル
3. やすり
4. りっしんべん
  - 1枚目のシングルのカップリング
5. わちがひ
6. ル・ラララ
7. 咲かずとて
  - 日本テレビ系『AX MUSIC-TV』AX POWER PLAY #011（エンディングテーマ）
  - 2枚目のシングル
8. 殺風景
9. 今は昔
  - 日本テレビ系『爆笑問題のススメ』『三宅裕司のドシロウト』各エンディングテーマ
  - 3枚目のシングル
10. 二色の奏で
  - 2枚目のシングルのカップリング
11. 二人の会話
12. 寿
13. 心の友〜WiLSON〜